# 八大山人纪念馆
28°36′27″N 115°54′43″E / 28.6076°N 115.9119°E
八大山人纪念馆，原青雲譜道觀（青云圃），位于江西省南昌市青云谱区的梅湖景区（青云谱路259号），是一处纪念明末清初著名画家八大山人（朱耷）的博物馆。青云谱是一座具有二千五百年历史的道院，具有典型的江南园林风格，八大山人曾隐居于此。1957年被列为省级文物保护单位，2006年列为全国重点文物保护单位。

## 历史
相传二千五百余年前，周灵王的太子王子晋在此开基炼丹。西汉末年，南昌县尉梅福不满王莽篡权，弃官修道于此而成仙，后人在此建“梅仙祠”以纪念。
东晋年间豫章道士许逊治水至此，始倡道教净明派，并建“太极观”。王羲之任临川典试时，在此临池作书，并洗笔于莲池。南朝诗人谢灵运任临川内史时，在道院内居住，注释《道德经》。
唐大和五年，“太极观”更名为“太乙观”，宋至和二年再改为“天宁观”。
明初时，宁王朱权曾在此修道。明末清初，八大山人隐居于此。清顺治十八年改建为“青云圃”。康熙年间，易“圃”为“谱”。此后几经兴废，至1959年成立了国内第一座古代画家纪念馆。2009年至2010年进行改扩建工程，对青云谱古建进行全面维修和陈列更新，并新建八大山人真迹陈列馆。
八大山人（约1626年—约1705年）是明末清初的杰出画家，明太祖朱元璋第十六子朱权的九世孙。明亡后出家为僧，后还俗，自筑陋室“寤歌草堂”于南昌城效，孤寂度过晚年。他在艺术上有独特的建树，其山水和花鸟画都具有强烈的个性化风格和高度的艺术成就。三百年来饮誉画坛，清代“扬州八怪”、吴昌硕，近代齐白石、张大千、潘天寿、李苦禅等画家都不同程度受其影响。

## 现状与旅游
青云谱正门外即梅湖，周围则是农田阡陌。门前有一条小径和一座小桥与对岸相连，为进入青云谱的必经之路。大门石额刻有“青云谱”三个大字，二门前后额分别刻“净明真境”、“众妙之门”字样。园内有许多数百年的古樟树、苦楮树、罗汉松，掩映着青砖灰瓦、白墙红柱，显得非常幽雅静谧。建筑则以关帝殿、吕祖殿、许祖殿三个逐次递进、曲廊相通的院落为主体，殿宇中部为方丈堂，左右有 “三宫殿”、“斗姥阁”、“峤园”和两庑内室“黍居”、“鹤巢”。现存文化遗迹有万历古井、古仙人桥、净明真境、鹤巢黍居、羲之墨池、竹径通幽、岭云来阁、五桂台株、八大墓等。
八大山人纪念馆集收藏、陈列、研究、宣传为一体，原殿堂辟为展厅，陈列八大山人书画作品及生平史料，并经常展示当今画坛高手佳作。园林中有双面石刻八大山人书画碑廊，展示了120多幅八大山人的书画作品。
- 大门前额刻“青云谱”
- 二门前额刻“净明真境”
- 第一进
- 2010年落成的八大山人纪念馆真迹陈列馆
- 八大山人墓
- 围墙之外即为梅湖